# 音楽へのセレナード
『音楽へのセレナード』（Serenade to Music）は、レイフ・ヴォーン・ウィリアムズが1938年に作曲した16人の独唱者と管弦楽のための楽曲。作曲者は後に合唱と管弦楽、ヴァイオリン独奏と管弦楽のための楽曲への編曲をそれぞれ行っている。

## 概要
ヴォーン・ウィリアムズはこの曲を、指揮者のヘンリー・ウッドの楽壇デビュー50周年に捧げる目的で作曲した。歌詞は、シェイクスピアの「ヴェニスの商人」第5幕第1場における音楽に関する討議と天球の音楽から取られた。独唱部は、ウッドと作曲者が選んだイギリスの優れた16人の歌手を想定して書かれたものである。曲の一部では独唱者らが『重唱』として同時に歌う部分があり、それは時に12声部となる。その他の部分では独唱者のそれぞれにソロが割り当てられており、複数の箇所でソロを受け持つ歌手もいる。出版譜では、各独唱者が歌う部分の横に各々のイニシャルが明記されている。
初演は1938年10月5日、ロイヤル・アルバート・ホールにおけるウッドの50周年記念コンサートで行われた。オーケストラのメンバーは、3つのロンドンを拠点とする管弦楽団から集まった面々で構成された。その管弦楽団とはロンドン交響楽団、BBC交響楽団、ロンドン・フィルハーモニー管弦楽団である。当日の演奏会の前半では、ラフマニノフが自作の「ピアノ協奏曲第2番」を演奏した。プログラム後半の「セレナード」を客席から聞いていたラフマニノフは、曲のあまりの美しさに圧倒されて涙を流したという。
1938年10月15日、ウッドはEMIレコーディング・スタジオの第1スタジオにおいて初演と同じ独唱者、BBC交響楽団とHMVへこの曲の初録音を行った。ヴォーン・ウィリアムズとHMVは、この曲の最初の売り上げで得られた著作権料をヘンリー・ウッド50周年基金へと寄付した。基金はイギリスの管弦楽団員のために、ロンドンの病院のベッドを寄贈するためのものだった。
ヴォーン・ウィリアムズは、将来的に16人の独唱者をそろえて演奏を行うことが困難であることに気付き、4人の独唱と合唱および管弦楽という編成、また管弦楽のみで演奏可能な編曲を行った。ウッドは1940年に管弦楽版の初演を受け持っている。

## 演奏時間
約13分

## 楽器編成
フルート2（第2奏者はピッコロ持ち替え）、オーボエ、コーラングレ、クラリネット2、ファゴット2、ホルン4、トランペット2、トロンボーン3、チューバ、ティンパニ、打楽器、ハープ、弦五部
作曲者は、独唱部を合唱のパート分けで演奏することを認めている。

## 楽曲構成
ヴォーン・ウィリアムズはシェイクスピアのテクストを使用するにあたって、言葉の順序はそのままにとどめたものの、単語やフレーズ、行単位で削除を行い、第3行と第4行の11語を繰り返させた。その結果、歌詞は以下に示す形となっている。イニシャルが表記されている部分は各歌手の独唱部であり、重唱部分は斜体で示している。
How sweet the moonlight sleeps upon this bank!

Here will we sit and let the sounds of music

Creep in our ears: soft stillness and the night

Become the touches IB of sweet harmony.

HN Look how the floor of heaven

Is thick inlaid with patines of bright gold:

FT There's not the smallest orb that thou behold'st

But in his motion like an angel sings,

WW Still quiring to the young-eyed cherubins;

Such harmony is in immortal souls;

PJ But whilst this muddy vesture of decay

Doth grossly close it in, we cannot hear it.

SA Come, ho! and wake Diana with a hymn!

With sweetest touches pierce your mistress' ear,

And draw her home with music.

ES I am never merry when I hear sweet music.

RE The reason is, your spirits are attentive –

HW The man that hath no music in himself,

RH Nor is not mov'd with concord of sweet sounds,

RE Is fit for treasons, stratagems and spoils;

NA The motions of his spirit are dull as night

And his affections dark as Erebus:

Let no such man be trusted. MBr Music! hark!

It is your music of the house.

AD Methinks it sounds much sweeter than by day.

MJ Silence bestows that virtue on it 

ET How many things by season season'd are

To their right praise and true perfection!

MBa Peace, ho! the moon sleeps with Endymion

And would not be awak'd. Soft stillness and the night

Become the touches IB of sweet harmony.

## 録音史
ヴォーン・ウィリアムズは、この曲の原典版をロイヤル・フェスティバル・ホールのこけら落とし公演の際に自ら指揮している。管弦楽はロイヤル・リヴァプール・フィルハーモニー管弦楽団で、独唱者は初演の16人のうち11人が集まった。この演奏は録音されており、CDで発売されている。16人の歌手と管弦楽による原典版の録音は、ヘンリー・ウッド（1938年）、作曲者（1951年）、エイドリアン・ボールト（1969年）、マシュー・ベスト（Metthew Best、1990年）、ロジャー・ノリントン（1997年）が行っている。管弦楽版は、レナード・バーンスタイン とニューヨーク・フィルハーモニック 、ヴァーノン・ハンドリーとロンドン・フィルハーモニー管弦楽団、リチャード・ヒコックスとノーザン・シンフォニア・オブ・イングランドによる録音が存在する。

## その他
この楽曲は、イギリスのロックバンドであるブラーを追った2010年のドキュメンタリー映画「 No Distance Left to Run」において、印象的に使用されている。この映画は同じくヴォーン・ウィリアムズの「揚げひばり」も使用している。